# Pi Cephei
Désignations
Pi Cephei (en abrégé π Cep) est une étoile multiple de la constellation boréale de Céphée. Elle est visible à l'œil nu avec une magnitude apparente combinée de 4,41. Elle est située à 72,5 ± 2,2 pc (∼236 al) de la Terre, et elle s'en rapproche à une vitesse radiale héliocentrique de −27,3 km/s.
Pi Cephei est un système d'étoiles au moins triple. La paire intérieure, désignée π Cephei A, est une binaire spectroscopique à raies simples ainsi qu'une binaire astrométrique, qui complète une orbite avec une période de 557 jours (soit environ 1,5 an) et avec une excentricité de 0,30. Elle a été remarquée pour la première fois par William Wallace Campbell en 1901 à l'aide de plaques photographiques prises à l'observatoire Lick. Sa composante visible a souvent été classée comme une géante jaune de type spectral G2III, mais son spectre est plus proche de celui d'une étoile de type K0.
Les deux étoiles apparaissent être de masses similaire mais pourtant la secondaire, π Cephei Ab, est nettement plus faible que la primaire, π Cephei Aa, avec une différence de magnitude en lumière rouge de 1,7 et elle n'est pas détectable dans le spectre. Pour l'expliquer, Scarfe et al. (1983) ont proposé que la secondaire soit en fait elle-même une paire d'étoiles similaires de type F5. Gatewood et al. (2001) ont quant à eux supposé que π Cephei Ab est bien une seule étoile, mais qu'elle est légèrement moins massive que Aa, et que les deux étoiles sont dans des états d'évolution différents, expliquant la différence de magnitude. Le fait que la secondaire ne soit pas détectable dans le spectre même à des longueurs d'onde plus courtes conforterait cette hypothèse. Dans ce modèle, Aa est une géante rouge de type spectral K0III, environ 3,6 fois plus massive que le Soleil, tandis que Ab pourrait être une autre étoile de type K0 et 3,3 fois plus massive que Soleil.
La dernière composante du système, π Cephei B, forme avec π Cephei A une autre binaire spectroscopique, ainsi qu'une binaire visuelle. Elle a été découverte par Otto Wilhelm von Struve en 1843. C'est une étoile de magnitude 6,80 qui, en date de 2020, était localisée à 1,1 seconde d'arc et à un angle de position de 1° de π Cephei A. Elle complète une orbite en environ 163 ans et avec une excentricité de 0,60,. Elle apparaît être une étoile blanche de la séquence principale tardive, d'un type spectral autour de A8V et 1,9 fois plus massive que le Soleil.